# Ёж (детский журнал)
«ЁЖ» (аббревиатура от Ежемесячный Журнал) — регулярный журнал для школьников пионерского возраста, выпускавшийся в СССР детским отделом Ленгиза с 1928 года по 1935 год. Выходил один или два раза в месяц. Авторами литературных материалов были Борис Житков, Михаил Зощенко, Евгений Шварц, Николай Олейников, участники литературной группы ОБЭРИУ: Даниил Хармс, Александр Введенский, Николай Заболоцкий. Главный консультант и идеолог журнала — Самуил Маршак. С 1930 года выпускался с приложением «ЧИЖ», ориентированным на дошкольников. Тираж колебался от 30 до 125 тысяч экземпляров.

## Главные редакторы
- Н. Венгров
- Н. М. Олейников
- Г. С. Дитрих
- А. Г. Лебеденко
- Д. Неусихин
- Д. Е. Рахмилович (Южин)

## История журнала
Первоначально выходил как орган ЦБ юных пионеров и Главсоцвоса в Ленинграде, фактически же его выпускали бывшие сотрудники «Нового Робинзона». Главным консультантом выступил С. Маршак, который во второй половине 1920-х годов сформировал уникальный творческий коллектив писателей и художников. В качестве литературных авторов он привлёк Б. Житкова, В. Бианки, И. Маршака (работал под псевдонимом М. Ильин), обериутов: Д. Хармса, А. Введенского, Н. Заболоцкого. В отсутствие часто занятого С. Маршака настоящими хозяевами журнала стали Е. Шварц и Н. Олейников (по воспоминаниям современников, сочетание «Шварц — Олейников» воспринималось, как «Салтыков-Щедрин»).
С первого номера «ЕЖа» (февраль 1928 года) литераторы выбрали равный тон общения без заискивания и догматизма. Каждый выпуск от первой до последней страницы легко удерживал внимание своих читателей. Журналы начинались не политическими здравицами или опытом работы пионерских отрядов, а весёлыми стихами. Д. Хармс впервые публиковал здесь свои произведения: «Иван Иваныч Самовар», «Иван Топорышкин» (персонаж, который стал постоянным героем последующих выпусков журнала), «Во-первых и во-вторых» и другие. «ЁЖ» открывает серию остросюжетных и комичных репортажей о приключениях Макара Свирепого — «единственного писателя, который сочиняет свои произведения, сидя верхом на лошади». Этого отважного путешественника придумал Н. Олейников, а художник придал персонажу черты самого автора — в прошлом участника Гражданской войны.
Советский (в самом прямом понимании) журнал не обходил вниманием события первых пятилеток, но делал это не формально, с хорошей подростковой иронией и воодушевлением. Среди опубликованного — образцы подачи идеологической информации: повесть в стихах «Война с Днепром» С. Маршака, очерки М. Ильина о первой пятилетке «Тысяча и одна задача», «По огненным следам», «Живая карта», политические репортажи Е. Шварца «Карта с приключениями» (были затем изданы отдельной книгой). Отдельно от заурядного фона прочих публикаций стоят политические фельетоны Н. Олейникова. Так, журнал «Пионер» к 10-летию Красной армии публикует обращение «Ко всем юным пионерам и детям рабочих и крестьян Советского Союза»: « <…> Красная Армия 23 февраля празднует свой десятилетний юбилей. <…> Капиталисты хотят напасть на нас. <…> Все ли вы начали активно обучаться военному делу?». В юбилейном номере «Ежа» вместо передовой статьи с общими словами публикуется очерк Н. Олейникова «Сколько тебе лет?», в котором действуют два вымышленных персонажа — белый генерал Семиколенов и рабочий Иван Дорофеев, за которыми спор двух идеологий. Безусловно, генерал спор проигрывает. В этом же ряду талантливых литературных произведений стоят очерки «Прохор Тыля» — о предводителе чуждых пионерам СССР скаутов, «Отто Браун» — о захватывающем побеге из тюрьмы немецкого коммуниста и т. д. Уровню литературного материала соответствовали иллюстрации Б. Антоновского, Н. Радлова, В. Конашевича, Ю. Васнецова, Е. Чарушина, В. Курдова, А. Пахомова, В. Лебедева, Н. Тырсы и других художников.
Опираясь на опыт создания «ЕЖа» и учитывая возрастные особенности и интересы дошкольной аудитории, к январю 1930 года был подготовлен и выпущен первый номер «ЧИЖа» — приложения к журналу, позже переросшее в самостоятельное издание.
В 1930—1932 выходил два раза в месяц, в 1932 выход был приостановлен на несколько месяцев из-за затруднений с бумагой в СССР.
К 1930-му году неформальная подача материала привлекла внимание литературной критики и цензуры. «Чепуши́нки» и «перевёртыши» (рубрики «ЕЖа») были объявлены чуждыми пролетарским детям. Одним из примеров организованной травли может служить статья «Как „ЕЖ“ обучает детей хулиганству» Е. Двинского, которую в 1928 году опубликовала «Комсомольская правда». К середине 1930-х годов уровень административного давления на творческий процесс достиг критического. Журнал был закрыт, детская редакция Госиздата переименована в Детиздат и подчинена ЦК ВЛКСМ. К концу 1930-х годов репрессии переросли в политические: Н. Олейников арестован и расстрелян (1937 год), арестованы Т. Габбе (1937 год), Н. Заболоцкий (1938 год), А. Введенский (1941 год, скончался при пересылке), значительно ранее (1931 год) арестован и выслан Д. Хармс.

## Память
- Журналу «Ёж» был посвящён один из номеров детского журнала «Весёлые картинки» (№ 3, 1981 год). Там были перепечатаны «Рапорт Ежа» (последние достижения социалистического строительства), стихотворение Александра Введенского «Турксиб», комикс Бориса Антоновского «Кролик убежал», загадочная картинка «Что они делают?», карикатура Николая Радлова «Картинки из зоологического альбома Сени Булкина», заметка об охране птиц и головоломки под рубрикой «Зоркий глаз».
- Журналу «Ёж» и его авторам — Агнии Барто, Николаю Олейникову, Даниилу Хармсу, Александру Введенскому, Евгению Шварцу и Самуилу Маршаку — был посвящён один из выпусков телепередачи «Будильник» (1988)[5].
- В 2016 году издательство «ТриМаг» выпустило первый том архива журнала «Ёж» (1928 г.).